# Divize E 1993/1994
V soubojích 3. ročníku Moravskoslezské divize E 1993/94 (jedna ze skupin 4. fotbalové ligy) se utkalo 16 týmů každý s každým dvoukolovým systémem podzim–jaro. Tento ročník začal v srpnu 1993 a skončil v červnu 1994.

## Nové týmy v sezoně 1993/94
- Z MSFL 1992/93 nesestoupilo do Divize E žádné mužstvo.
- Z Divize D 1992/93 přešlo mužstvo SK Prostějov.
- Ze Slezského župního přeboru 1992/93 postoupilo vítězné mužstvo Kovona Karviná.
- Z Hanáckého župního přeboru 1992/93 postoupilo vítězné mužstvo VTJ Hranice a FK ARTEP Město Albrechtice (2. místo).[1]

## Konečná tabulka
Zdroj:
| Poř. | Tým                              | Z  | V  | R  | P  | VG | OG | B  |
| ---- | -------------------------------- | -- | -- | -- | -- | -- | -- | -- |
| 1.   | SK Hanácká Slavia Kroměříž       | 30 | 22 | 5  | 3  | 72 | 17 | 49 |
| 2.   | VTJ Kroměříž                     | 30 | 19 | 4  | 7  | 56 | 24 | 42 |
| 3.   | SK Prostějov                     | 30 | 19 | 3  | 8  | 55 | 30 | 41 |
| 4.   | FK ARTEP Město Albrechtice (N)   | 30 | 18 | 0  | 12 | 50 | 47 | 36 |
| 5.   | VTJ Hranice (N)                  | 30 | 13 | 8  | 9  | 46 | 31 | 34 |
| 6.   | TJ Tatra Kopřivnice              | 30 | 13 | 5  | 12 | 50 | 51 | 31 |
| 7.   | TJ Valašské Meziříčí             | 30 | 10 | 10 | 10 | 37 | 45 | 30 |
| 8.   | TJ Slezan Frýdek-Místek          | 30 | 11 | 7  | 12 | 31 | 38 | 29 |
| 9.   | TJ Biocel Vratimov               | 30 | 11 | 7  | 12 | 35 | 41 | 29 |
| 10.  | FK Slavia Orlová-Lutyně          | 30 | 9  | 8  | 13 | 44 | 52 | 26 |
| 11.  | TJ Nový Jičín                    | 30 | 8  | 9  | 13 | 43 | 53 | 25 |
| 12.  | TJ Důl František Horní Suchá     | 30 | 10 | 5  | 15 | 38 | 49 | 25 |
| 13.  | TJ Sigma Lutín                   | 30 | 9  | 7  | 14 | 36 | 47 | 25 |
| 14.  | Kovona Karviná (N)               | 30 | 9  | 6  | 15 | 32 | 44 | 24 |
| 15.  | TJ Tatran Litovel                | 30 | 6  | 8  | 16 | 26 | 45 | 20 |
| 16.  | TJ Ferrum Frýdlant nad Ostravicí | 30 | 4  | 6  | 20 | 26 | 73 | 14 |

Poznámky:
- Z = Odehrané zápasy; V = Vítězství; R = Remízy; P = Prohry; VG = Vstřelené góly; OG = Obdržené góly; B = Body; (S) = Mužstvo sestoupivší z vyšší soutěže; (N) = Mužstvo postoupivší z nižší soutěže (nováček)
- Mužstvo VTJ Kroměříž zaniklo sloučením s TJ Spartak Hulín do SK VTJ Spartak Hulín, hulínští tímto po jednosezonní přestávce znovu nabyli divizní příslušnost v sezoně 1994/95.
- Mužstvo TJ Důl František Horní Suchá bylo dočasně sloučeno s druholigovým FK Baník Havířov, jeho místo zaujalo v sezoně 1994/95 „B“ mužstvo Havířova.[3]
- V případě bodové shody rozhodoval o umístění rozdíl skóre, dalším kritériem byl větší počet vstřelených branek.

|  | Postup do II. ligy 1994/95 (fúze s FC Vítkovice) |
|  | Postup do MSFL 1994/95                           |
|  | Sestup do Hanáckého župního přeboru 1994/95      |
|  | Sestup do Slezského župního přeboru 1994/95      |
|  | Mužstva po sezoně zanikla                        |